# ليه كيس
ليه كيس (بالإنجليزية: Les Kiss)‏ هو لاعب دوري الرغبي أسترالي، ولد في 9 ديسمبر 1964.